# Hadena confucii
Hadena confucii är en fjärilsart som beskrevs av Max Wilhelm Karl Draudt 1950. Hadena confucii ingår i släktet Hadena och familjen nattflyn. Inga underarter finns listade i Catalogue of Life.